# 戈羅季謝 (日托米爾區)
50°8′52″N 28°42′29″E / 50.14778°N 28.70806°E
戈羅季謝（烏克蘭語：Городище），是烏克蘭北部的村莊，隸屬日托米爾州的日托米爾區。該村面積0.65平方公里，海拔高度214米，2001年人口212，人口密度每平方公里327.16人。